# سیارک ۴۹۱۴
سیارک ۴۹۱۴ (به انگلیسی: 4914 Pardina، نامگذاری:1969GD) چهار هزار و نهصد و چهاردهمین سیارک کشف شده‌است که در ۹ آوریل ۱۹۶۹ کشف شد.
قدر مطلق سیارک برابر ۱۱٫۸۰ است.